# Chronik der Stadt Düren
Die Chronik der Stadt Düren listet Ereignisse in der Stadt Düren in Kurzform auf.
Aufgrund der großen Anzahl von Ereignissen ist die Chronik in die folgenden Teillisten unterteilt:
- Vor- und Frühgeschichte
- 8. bis 11. Jahrhundert
- 12. und 13. Jahrhundert
- 14. Jahrhundert
- 15. Jahrhundert
- 16. Jahrhundert
- 17. Jahrhundert
- 18. Jahrhundert
  - 1701–1750
  - 1751–1800
- 19. Jahrhundert
  - 1801–1825
  - 1826–1850
  - 1851–1875
  - 1876–1900
- 20. Jahrhundert
  - 1901–1925
  - 1926–1950
  - 1951–1975
  - 1976–2000
- 21. Jahrhundert